# Gustav Opočenský
Gustav Opočenský (* 7. Dezember 1920 in Prag; † 17. Dezember 1992 in Karlovy Vary) war ein tschechoslowakischer Schauspieler.

## Laufbahn
Der Sohn des Schriftstellers Gustav Roger Opočenský musste sein Studium durch die Invasion der Nazis in der Tschechoslowakei unterbrechen und ergriff zwangsweise den Schauspielerberuf. Nach dem Zweiten Weltkrieg setzte er seine Bühnenlaufbahn trotz fehlender Ausbildung fort und war bis 1956 an verschiedenen Häusern in Prag, Teplice, Liberec, Karlovy Vary, Pardubice und Kolín tätig. Danach arbeitete er einige Jahre als Bergmann und Fabrikarbeiter, kehrte aber 1961 ans Theater zurück und spielte erneut in Prag und Karlovy Vary, zeitweise aber auch in Zlín. Ab 1968 unternahm er außerdem Musiktourneen. Opočenský stand bis in sein Todesjahr hinein auf der Bühne.
Im Film debütierte der dunkelhaarige Mime in den 1950er Jahren in Otakar Vávras Trilogie über die Hussitenkriege, jedoch setzte er seine Laufbahn vor der Kamera erst Ende der 1960er Jahre fort. Ab Die Märchenbraut (1980) war Opočenský auch mehrfach als Fernsehdarsteller beschäftigt. Außerdem spielte der gebürtige Prager in drei Studentenfilmen der Film- und Fernsehfakultät der Akademie der Musischen Künste mit, zuletzt kurz vor seinem Tod. Häufig verkörperte er auf der Bühne und vor der Kamera intelligente Charaktere, die sowohl positive wie auch negative Facetten zeigten. Seine Filmrollen wurden im deutschsprachigen Raum u. a. von Walter Wickenhauser, Ernst Kuhr und Joachim Wolff eingesprochen. Gelegentlich trat Opočenský auch selbst als Hörspiel- und Synchronsprecher in Erscheinung und widmete sich außerdem der Malerei.
Opočenský war der Vater des Musikers Petr Opočenský (* 1950) und des Bildhauers Pavel Opočenský (* 1954). Er starb in der Nacht vom 16. auf den 17. Dezember 1992.

## Theaterarbeit (Auswahl)
- Tvrdohlavé ženě – von Josef Kajetán Tyl
- Der Kaufmann von Venedig
- Romulus der Große
- Sehnsucht unter den Ulmen – von Eugene O’Neill
- Die weiße Krankheit – von Karel Čapek
- Tartuffe
- Naši furianti – von Ladislav Stroupežnický

## Filmografie (Auswahl)
- 1955: Jan Hus
- 1956: Jan Žižka
- 1957: Proti všem
- 1969: Das Schweigen der Männer (Mlčení mužů)
- 1970: Hexenjagd (Kladivo na čarodějnice)
- 1970: Die blöden Erwachsenen dürfen alles (Dospěláci můžou všechno)
- 1970: Das Ohr (Ucho)
- 1971: Drei schwache Stunden (Luk královny Dorotky)
- 1971: Trügerische Liebesspiele (Hry lásky šálivé)
- 1971: Prinz Bajaja (Princ Bajaja)
- 1973: Die Tage des Verrats (Dny zrady)
- 1975: Am Steuer der Feind (Za volantem nepřítel)
- 1978: Schatten eines heißen Sommers (Stíny horkého léta)
- 1980: Bau’ ein Haus, pflanz’ einen Baum (Postav dom, zasaď strom)
- 1980: Die Märchenbraut (Arabela) (Fernsehreihe, eine Folge)
- 1984: Bebende Angst (Záchvěv strachu)
- 1986: Gottwald (Fernsehreihe)
- 1987: Prinzessin Julia (O zatoulané princezne)
- 1989: Reise nach Südwest (Cesta na jihozápad)
- 1990/91: Täter unbekannt (Dobrodružství kriminalistiky) (Fernsehreihe, zwei Folgen)